# Antonio Puerta
Antonio José Puerta Pérez (ur. 26 listopada 1984 w Sewilli, zm. 28 sierpnia 2007 tamże) – piłkarz hiszpański grający na pozycji lewego pomocnika lub obrońcy.

## Kariera piłkarska
Puerta pochodził z Sewilli. Całą piłkarską karierę związał z klubem Sevilla FC. Najpierw grał w młodzieżowych drużynach tego klubu, a następnie trafił do zespołu rezerw. W 2004 roku trafił do pierwszego zespołu i 21 marca zadebiutował w Primera División w przegranym 0:1 spotkaniu z Málagą. Był to jego jedyny mecz w tamtym sezonie w lidze, a w kolejnym rozegrał tylko 6 i strzelił 1 gola (w przegranym 1:2 meczu z Numancią). W sezonie 2005/2006 Puerta był już częścią pierwszego składu i grając na przemian z Brazylijczykiem Adriano Correią. W lidze Puerta był rezerwowym, ale w rozgrywkach Pucharu UEFA grywał w pierwszym składzie i strzelił w nich 3 gole (w spotkaniach z Zenitem Petersburg, Lokomotiwem Moskwa oraz FC Schalke 04). Wystąpił także w wygranym 4:0 finale z Middlesbrough F.C. W sezonie 2006/2007 Puerta spisywał się jeszcze lepiej i był jednym z filarów Sewilli, która zajęła 3. miejsce w La Liga, do ostatniej kolejki walcząc o tytuł mistrza Hiszpanii. Powtórzyła także sukces sprzed roku, zdobywając Puchar UEFA (Antonio wystąpił w wygranym po serii rzutów karnych finale z Espanyolem Barcelona). Ma też w dorobku wywalczony Superpuchar Europy.
| Sezon   | Klub       | Kraj      | Rozgrywki                  | Mecze | Bramki |
| ------- | ---------- | --------- | -------------------------- | ----- | ------ |
| 2003/04 | Sevilla FC | Hiszpania | Primera División           | 1     | 0      |
| 2004/05 | Sevilla FC | Hiszpania | Primera División           | 6     | 1      |
| 2005/06 | Sevilla FC | Hiszpania | Primera División           | 17    | 2      |
| 2006/07 | Sevilla FC | Hiszpania | Primera División           | 30    | 2      |
| 2007/08 | Sevilla FC | Hiszpania | Primera División           | 1     | 0      |
|         |            |           | Łącznie w Primera División | 55    | 5      |

## Kariera reprezentacyjna
W swojej karierze Puerta występował już w młodzieżowej reprezentacji Hiszpanii U-21. Natomiast 7 października 2006 zadebiutował w pierwszej reprezentacji w przegranym 0:2 meczu ze Szwecją, rozegranym w ramach eliminacji do Euro 2008. W 52. minucie spotkania zmienił Joana Capdevilę. Był to jego jedyny mecz w drużynie narodowej.

## Atak serca i śmierć
25 sierpnia 2007, w 31. minucie meczu Sevilla FC – Getafe CF, Puerta doznał ataku serca, stracił przytomność i upadł na murawę. Dzięki natychmiastowej interwencji kolegów z drużyny, Andrésa Palopa i Ivicy Dragutinovicia, nie zakrztusił się własnym językiem. Po krótkiej chwili podniósł się o własnych siłach i pod opieką lekarza udał się do szatni, gdzie kolejny raz stracił przytomność. Piłkarza w ciężkim stanie odwieziono do szpitala. Według prasowych doniesień u zawodnika pięciokrotnie ustawała akcja serca. Zmarł 28 sierpnia o godzinie 14:30 w szpitalu Virgen del Rosario. Bezpośrednią przyczyną śmierci była niewydolność wielonarządowa oraz nieodwracalne uszkodzenia mózgu spowodowane zatrzymaniem akcji serca, do którego doprowadziła dziedziczna arytmogenna kardiomiopatia prawej komory.
Pojawiły się informacje, że nie było to pierwsze zasłabnięcie Puerty, jednakże władze klubu zapewniały, że przedsezonowe badania piłkarza nie były alarmujące. Według kolegów Puerta miał winić za to zmienne warunki meteorologiczne. Władze Sevilli zapewniały, że przeszedł przed rozpoczęciem sezonu dokładne badania lekarskie, które nie wykazały żadnego zagrożenia dla zdrowia piłkarza.
21 października 2007 roku na świat przyszedł syn Antonia, Aitor Antonio Puerta Roldan. Chłopiec urodził się zdrowy, ważył około 4 kg i jeszcze tego samego dnia został zarejestrowany jako członek klubu Sevilla FC.
W 2012 ulica w Sewilli, przy której mieści się dom Puerty, została nazwana jego imieniem.

## Sukcesy
Sevilla FC
- Puchar Króla (1) : 2007[10]
- Superpuchar Hiszpanii (1) : 2007[10]
- Puchar UEFA (2) : 2006, 2007[10]
- Superpuchar Europy (1) : 2006[10]